# Yiruma
Yiruma este numele de scenă al lui Lee Ru-ma (n. 15 februarie 1978). El este un pianist și compozitor sud coreean cunoscut în întreaga lume. 
Yiruma și-a terminat studiile într-o universitate prestigioasă din Londra, King's College London, fapt ce l-a ajutat să devină celebru în Europa. De cele mai multe ori susține concerte cu casa închisă în Asia, Europa și America de Nord. Printre cele mai celebre piese ale sale se numără The river flows in you, Kiss the rain și May be. Cel mai popular album al lui Yiruma, First Love a fost lansat în 2001.
El a început să cânte la pian de la vârsta de 5 ani, iar când a avut 11 ani s-a mutat la Londra pentru a studia la Școala de Muzică Purcell. Pentru o vreme el a avut dublă cetățenie, sud coreeană și britanică, însă în 2006 el a renunțat la cea britanică pentru a servi patriei mamă.

## Biografie
Lee Ru-ma s-a născut și a crescut în Coreea de Sud, dar școala a făcut-o în Anglia. El a început să cânte la pian de la vârsta de 5 ani, iar când a avut 11 ani s-a mutat la Londra pentru a studia la Școala de Muzică Purcell. În decembrie 1996 el a participat la realizarea albumului The Musicians of Purcell. A terminat școala în iunie 1997, apoi a continuat conservatorul tot în Anglia la secția de compoziție, apoi tânărul pianist a lansat primul său album Love Scene. 
Pianistul talentat și-a lansat primul album, deja în anii de studenție cu sprijinul DECCA Records, acesta are titlul: Love Scene. În timpul facultății el a participat la un turneu prin Europa. Prin invitația primită pentru a cânta la MIDEM 2002 de la Cannes el a scris istorie pentru țara sa,fiind primul pianist sud coreean invitat la acest festival. Albumele sale sunt disponibile acum prin toți marii distribuitori precum iTunes, Amazon și prin studioul lui Yiruma STOMP Records.
În 2001 a lansat cel mai popular album al său: First Love care include și cea mai cunoscută melodie a sa: River flows in you. În 2003 a lansat albumul From the yellow Room, vâzările depășind așteptările.
Al patrulea album al său este Poem music. În 2006 a compus coloana sonoră a unui serial coreean, Spring Waltz care este și pe al 5-lea album al său.După succesul său în muzică el a decis să servească în marina coreeană, astfel el renunță la cetățenia britanică și se înrolează.
După terminarea serviciului militar, în 2008, începe un tur prin 20 de orașe din Coreea de Sud.

## Stil muzical
Piesele lui Yiruma sunt de la simplu la puțin complicat. Deoarece piesele sale sunt populare printre cei care nu sunt familiari cu muzica clasică, stilul său este de multe ori etichetat ca fiind contemporan. Chiar dacă nu este o muzică clasică obișnuită aceasta influențează lucrarea sa. Piesele sale sunt catalogate ca fiind populare, exemplul cel mai potrivit fiind hitul său River flows in you.
Specialiștii consideră ca dificultatea pieselor lui Yiruma este de nota 7. Repetarea temei principale este puternic vizibilă, lucru care este preferat de regizori pentru coloana sonoră a unui film, deoarece ei caută o piesă cu o muzicalitate ușoară pentru cel care urmărește filmul. Piesele sale au de asemenea un ritm modern, fapt care îi atrage pe iubitorii de muzică pianistică modernă.

## Concerte
Pe data de 11 noiembrie 2011, Happy Holic Entertaiment a anunțat că Yiruma va începe „cel mai bun” concert din Coreea în orașe precum: Busan, Gwangju, Ulsan, Daejeon și alte 10 orașe. Aceasta va fi prima lui activitate comercială după despărțirea de Stomp Music. Concertele vor  celebra 10 ani de activitate și Yiruma le-a promis multe surprize fanilor și lucruri noi în creația sa. El a spus: "Sper că muzica mea nu a fost separată de viețile voastre. Ba mai mult, aș vrea ca piesele mele să fie cu voi în fiecare zi, ca muzica din fundal a vieții voastre.".

## Viața personală
Pe data de 27 mai 2007 el s-a căsătorit cu Son Hye-Im. Piesa 27 May este despre mariajul său cu Son Hye-Im (piesa aceasta a fost lansată pe data de 27 mai 2003). Sora ei mai mică este actrița Son Tae Young, care participa la concertele lui Yiruma împreună cu soțul ei Kwon Sang-Woo și el de asemnea actor. În timpul sarcinii sale, fiica sa, Loana, s-a născut în data de 7 octombrie 2007, el dedicându-i o piesă cu același nume.
Pe plan religios el declară: "Sunt creștin, nu un artist de modă nouă sau orice altceva. Mulți m-au înțeles greșit.". În albumum său H.I.S Monologue (2006) artistul a compus o piesă cu titlul: Tată...Ține mâna mea.

## Albume

### Album înregistrate în studio
- 2001 Love Scene
- 2001 First Love
- 2003 Fron the yellow Room
- 2005 Destiny of Love
- 2005 Poemusic
- 2006 H.I.S Monologue
- 2008 P.N.O.N.I
- 2009 Missing you
- 2012 Stay in memory

### Albume speciale
- 2004 Nocturnal Lights...They Scatter

Acest album a fost lansat pe data de 5 august 2004 și este un album de experiment al artistului, care diferă de lucrările precedente ale sale. El introduce muzica electronică. Numele albumului exprimă conceptul său asupra întregului album. Imaginea luminilor împrăștiindu-se pe cerul nopții este reflectată de folosirea acompaniamentului electric în fundalul pianului. Cei care cred că Yiruma face parte dintr-o categorie bine determinată ar fi surprinși să afle că nu este chiar un artist modern romantic. Pe acest album, patru piese sunt compuse pe instrumente electrice și patru pe pian. Toate aceste elemente au fost introduse din plin în dorința sa de a experimenta ceva nou.

### Albume Live
- 2005 Yiruma: Live at HOAM Art Hall

Lansat pe 12 iulie 2005, acest album conține multe dintre piesele care l-au consacrat cântate la HOAM Art Hall. Melodiile cântate în acest album sunt mângâietoare și diferite față de cele înregistrate în studio. Atunci când cântă live, pianistul are un talent de a modela muzica sa astfel încât să aibă un efect cât mai mare asupa publicului, audiența primind astfel o bine meritată pauză de la viața agitată de zi cu zi prin muzica lui Yiruma.

### Coloane sonore
- 2002 Oasis și Yiruma

Pe cel de al treilea album al său el a compus o piesă pentru filmul Oasis regizat de Lee Chang-Dong. Pe acest album, ascultătorii sunt invitați să simtă emoția actorilor în timp ce urmăresc expresivitatea vizuală plină de dragoste.
A doua coloană sonoră a sa pentru filmul de copii Doggy Poo a fost lansat pe 17 decembrie 2002, cea mai populară melodie fiind Dream.